# 汇金广场
汇金广场是位于中華人民共和國上海市徐匯區徐家匯的一個集商場、辦公樓和住宅等功能的綜合體，由汇金房地產有限公司投資建設，1997年竣工。建築高度110米，共有地上28層，地下3層，建築總面積100800平方米。